# Angiolo Gracci
Angiolo Gracci, noto anche con il nome di battaglia di Gracco (Livorno, 1º agosto 1920 – Firenze, 9 marzo 2004), è stato un partigiano, politico e avvocato italiano.

## Biografia
Durante la seconda guerra mondiale fu ufficiale della Guardia di Finanza. Dopo l'8 settembre 1943 partecipa alla guerra di liberazione antifascista e all'indomani della battaglia di Pian d'Albero diventa Comandante della Brigata "Vittorio Sinigaglia", col nome di battaglia Gracco, con cui partecipa alla liberazione di Firenze nel 1944, dando un importante contributo. Per i suoi meriti fu decorato con la medaglia d’argento al valor militare.
Nell'immediato dopoguerra ricopre incarichi nel PCI e nell'ANPI e riprende servizio nella Guardia di finanza. Appena terminata la guerra, nel 1945 scrive Brigata Sinigaglia (2ª ed. 1975, 3ª ed. 1995), che fu il primo libro sulla lotta armata di liberazione italiana ad uscire in Italia alla fine della guerra; la prima edizione fu curata dal Ministero dell'Italia occupata e le sue 10 000 copie andarono ben presto esaurite. L'ultima edizione è a cura delle edizioni Laboratorio Politico.
Nel 1949 si laurea in Giurisprudenza. Punito e trasferito più volte per le sue posizioni politiche, è costretto a lasciare l'uniforme nel 1956. Lavora a Roma alla Lega nazionale delle Cooperative. Riorganizza successivamente il servizio di assistenza legale alla Camera del Lavoro di Firenze. Dimessosi dal PCI nel 1966 e allontanato dall'ANPI l'anno seguente, è tra i fondatori nello stesso anno del Partito Comunista d'Italia (marxista-leninista) fino a capeggiare, insieme a Walter Peruzzi, la frazione della 'linea rossa' dello stesso partito scissosi nel 1968. Nel 1967, aveva promosso il Fronte di liberazione antimperialista per allontanare dall'Italia la vasta rete di basi USA e NATO.
Negli anni successivi svolge un'intensa attività, in veste di avvocato difensore, nei processi ai militanti della sinistra di classe e antagonista colpiti dalla repressione. Nel 1974, assieme ad altri partigiani (Sartori, Migale, Campanelli e Calamida), fonda il Movimento antifascista-antimperialista ‘La Resistenza continua’, di cui dirige l'omonimo periodico; 'Il Partito-Linea rossa' riprende la testata da lui animata dal 1968 al 1973. Meridionalista convinto (in senso gramsciano), nel 1978 fu attivo protagonista delle aspre lotte nella Piana del Sele.
Dopo esser stato riammesso nell'ANPI, nel 2000 ricevette un rimprovero, da parte della sezione fiorentina dell'organizzazione partigiana per aver denunciato, durante una manifestazione per l'anniversario della liberazione di Firenze, la responsabilità di NATO e CIA nelle stragi impunite italiane. Ha concluso la sua militanza politica in Rifondazione Comunista, dedicandosi con particolare energia alla causa del rimpatrio di Silvia Baraldini dalle carceri statunitensi e di comitati per la difesa della Costituzione. Tra i suoi scritti si annovera l'importante saggio storico-politico sulla Rivoluzione napoletana e sul "filo rosso" della Rivoluzione negata nella storia d'Italia, pubblicato nel bicentenario 1799-1999. 
Piero Calamandrei lo considerò una "figura carismatica".

## Opere
- Brigata Sinigaglia, Roma, Ministero dell'Italia occupata, 1945; Firenze, Libreria Feltrinelli, 1976; Napoli, Laboratorio politico, 1995.
- Prefazione a Ferdinando Dubla, Secchia, il PCI e il '68, Roma, Datanews, 1998. ISBN 88-7981-127-4
- La rivoluzione negata. Il filo rosso della Rivoluzione italiana. Memoria storica e riflessioni politiche nel Bicentenario 1799-1999, Napoli, La Città del Sole, 1999. ISBN 88-8292-071-2
- Secchia, la memoria e il presente, intervento al Convegno di Carrara su Pietro Secchia, 25 ottobre 2002, in "Lavoro politico", n. 6, novembre 2002.
- È ancora Resistenza, antologia a cura di Nuova Unità, Antinebbia, 2006.

## Teatrografia
Omaggio a Gracco e alla Brigata Sinigaglia, scrittura drammaturgica e regia di Antonello Nave - Altroteatro Firenze, 2021